# كوميرك سيتي (كولورادو)
كوميرك سيتي (بالإنجليزية: Commerce City, Colorado)‏ هي مدينة تقع في مقاطعة آدامز بولاية كولورادو في الولايات المتحدة. تبلغ مساحتها 66.9 (كم²)، وترتفع عن سطح البحر 1574 م، بلغ عدد سكانها 45913 نسمة في عام 2010 حسب إحصاء مكتب تعداد الولايات المتحدة وتصل الكثافة السكانية فيها 313.8 نسمة/كم2.

## وصلات خارجية
- City of Commerce City